# Tina Gylling Mortensen
Tina Gylling Mortensen (* 21. Juli 1956 in Frederiksberg) ist eine dänische Schauspielerin.

## Leben
Tina Gylling Mortensen absolvierte von 1976 bis 1979 ihre Schauspielausbildung an der Staatlichen Theaterschule in Kopenhagen. Ihr Bühnendebüt als Darstellerin hatte sie im Jahr 1979 am Königlichen Theater Kopenhagen. Sie stand seitdem in zahlreichen Theaterstücken, Varieté-Shows, Musicals und Kabarett-Programmen in verschiedenen Theatern auf der Bühne.
Seit 1987 stand sie als Schauspielerin in mehr als 60 Film-und-Fernsehproduktionen vor der Kamera.
Sie ist seit 1981 mit dem Schauspieler und Regisseur Claus Flygare verheiratet.

## Filmografie (Auswahl)
- 1998: Mimi og madammerne
- 2002: Kleine Mißgeschicke (Små ulykker)
- 2007: Kommissarin Lund – Das Verbrechen (Forbrydelsen, Fernsehserie)
- 2009: Se min kjole
- 2010: In einer besseren Welt (Hævnen)
- 2011: Ludvig & Julemanden
- 2013: Tomgang
- 2014: Bankerot
- 2016: Grethe
- 2017: Idioten
- 2019: Labans Jul: The Movie